# أيدرة (إسبر)
أَيْدَرَة محلة قروية في قضاء إسبر في ولاية أرضروم التركية، وأهلها خمس وعشرون. وهي على 35 كيلومترا من مركز القضاء وعلى 146 كيلومترا من أرضرومَ مركزِ الولاية. وقد جاء ذكرها في سجلات سنتي 1642 و1910 باسم «قره‌كاور».